# Neoseiulus shiheziensis
Neoseiulus shiheziensis är en spindeldjursart som först beskrevs av Wu och Li 1987.  Neoseiulus shiheziensis ingår i släktet Neoseiulus och familjen Phytoseiidae. Inga underarter finns listade i Catalogue of Life.